# Кармело Боссі
Кармело Боссі (італ. Carmelo Bossi; 22 січня 1939 — 22 листопада 2004) — італійський боксер напівсередньої та першої середньої ваги. Срібний призер літніх Олімпійських ігор (1960), віце-чемпіон Європи (1959). Чемпіон світу серед професіоналів у першій середній вазі за версіями WBA і WBC, чемпіон Європи у напівсередній вазі за версією EBU.

## Життєпис
На чемпіонаті Європи з боксу 1959 року в Люцерні (Швейцарія) дістався фіналу змагань боксерів напівсередньої ваги, де поступився поляку Лешеку Дрогошу.
На літніх Олімпійських іграх 1960 року в Римі (Італія) дістався фіналу змагань боксерів першої середньої ваги, де поступився представникові США Вілберту Макклуру.
По закінченні Олімпійських ігор перейшов у професійний бокс. У березні 1961 року дебютував з перемоги, провівши протягом наступних десяти років 51 бій, у 40 з яких вийшов переможцем. У 1967 році виборов титул чемпіона Європи у напівсередній вазі за версією EBU, проте, після двох вдалих захистів, втратив його у 1968 році. У липні 1970 року, перемігши американця Фредді Літтла, заволодів поясами чемпіона світу у першій середній вазі за версіями WBA і WBC. У жовтні наступного року втратив обидва пояси, поступившись японцю Вадзіма Коїті, після чого завершив спортивну кар'єру.